# Bisdom Kayanga
Het bisdom Kayanga (Latijn: Dioecesis Kayangana) is een rooms-katholiek bisdom met als zetel Kayanga in het noordwesten van Tanzania. Het is een suffragaan bisdom van het aartsbisdom Mwanza. Het bisdom werd opgericht in 2008. De hoofdkerk is de Sint-Georgekathedraal.
In 2018 telde het bisdom 15 parochies. Het bisdom heeft een oppervlakte van 7.716 km². Het telde in 2019 570.000 inwoners waarvan 65,9% rooms-katholiek was. 

## Bisschoppen
- Almachius Vincent Rweyongeza (2008-)